# Miklós Spányi
Miklós Mikael Spányi (2 de mayo de 1962, Budapest, Hungría) es un organista, clavecinista y teclista, destacado por seguir y registrar desde años las obras de Carl Philipp Emanuel Bach.

## Biografía
Miklós Mikael Spányi nació el 2 de mayo de 1962 en Budapest, Hungría. Realizó sus estudios superiores en la Academia de Música Ferenc Liszt en Budapest, donde recibió clases de János Sebestyén y Gergely Ferenc.
Más tarde se instruyó con Jos van Immerseel en el Conservatorio Real de Flandes (Vlaams Koninklijk Muziekconservatorium) en Amberes, luego se trasladó a la Hochschule für Musik de Munich e hizo los estudios con Hedwig Bilgram. Durante varios años se ha enfocado y estudiado al compositor y teclista alemán Carl Philipp Emanuel Bach, hijo del célebre Johann Sebastian Bach. Hoy en día es considerado uno de los más reconocidos seguidores de la obra de CPE Bach del mundo. 
En 1984 Spányi logró un avance importante cuando ganó el primer lugar en 1984, en el Concurso Internacional de Clavecín en Nantes, Francia, y tres años más tarde, en París ganó otro concurso. Las primeras grabaciones de Spányi comenzaron a aparecer en esta época, una de las cuales fue un CD con obras de órgano de Johann Sebastian Bach; algunos sellos discográficos acreditaron por error a otro artista. A partir de los años 1990, Spányi no sólo era una figura familiar en el concierto y la escena de las grabaciones en Europa, ya se había convertido en un experto en la música de CPE Bach.
Spanyi ha brindado conciertos en la mayoría de los países europeos como solista en los cinco instrumentos de teclado, órgano, clavecín, piano, clavicordio y piano tangencial, además tocó el bajo continuo junto a diversas orquestas y grupos de música de cámara. Fue director artístico de la Orquesta Barroca de Concierto Armónico de Hungría desde su fundación en 1983. De 2006 a 2009 Miklós Spányi fue director artístico del ensemble finlandés de música antigua Ensemble Opus.
Para el sello sueco BIS Records, Spányi grabó todos los conciertos para teclado de Carl Philipp Emanuel Bach como también su música de teclado solista.
El sello Hungaroton Records ha editado una serie de grabaciones titulada Tangent Piano Collection with Miklós Spányi que consiste principalmente en música de cámara con piano tangencial.
Para el sello Könemann Music Budapest Miklós Spanyi ha publicado varios volúmenes de las obras de teclado en solitario de Carl Philipp Emanuel Bach.
Actualmente, es miembro y director artístico del Ensemble Mimage.

### Citas
- (1993) Los Grandes Clásicos: JS Bach - Fantasía, Preludio y Fuga, compilación de obras en órgano de JS Bach interpretadas por Miklós Spányi y Hans Christoph Becker-Foss. Ediciones del Prado.